# Libanon ved vinter-OL 1952
Libanon deltog ved Vinter-OL 1952 i Oslo med en enkelt mandlig sportsudøver, som konkurrerede i alpint skiløb, hvor han opnåede en placering som nummer 57 i styrtløbet. Libanon opnåede derfor ingen medaljer ved legene. 

## Medaljer
| 1952 Oslo | Guld | Sølv | Bronze | Total |
| Libanon   | 0    | 0    | 0      | 0     |